# 8982 Орєшек
8982 Орєшек (8982 Oreshek) — астероїд головного поясу, відкритий 25 вересня 1973 року.
Тіссеранів параметр щодо Юпітера — 3,535.